# Кагал
Кага́л (кахал, івр. קָהָל‎ — зібрання народу). У широкому розумінні слова — громада. Використовувалося й використовується на позначення власне єврейської громади (національність), юдейської спільноти (конфесія).
У більш вживаному — форма суспільного самоуправління в Польщі XVI–XVIII століть, а пізніше і в Російській імперії між 1772 і 1844 роками.
Також словом кагал позначають правління єврейської громади, що є посередником між нею і владою.